# Ephesia ella
Ephesia ella là một loài bướm đêm trong họ Noctuidae.